# Delčevo

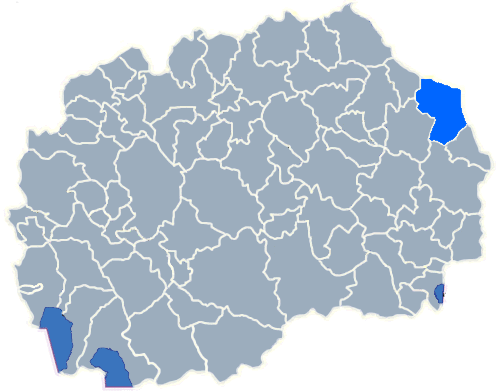
Il territorio del comune di Delčevo

Delčevo (in macedone Делчево?) è un comune urbano della Macedonia del Nord.
Il comune comprende la città di Delčevo e 21 frazioni e confina a nord e ad est con la Bulgaria, a nord-ovest con Makedonska Kamenica, a ovest con Vinica, a sud-est con Berovo e a sud con Pehčevo.

## Società

### Evoluzione demografica
Al censimento del 2002 risultano 17 505 abitanti
Così suddivisi dal punto di vista etnico:
- Macedoni = 16.637
- Rom = 651
- Turchi = 122

## Località
Il comune è composto dalle seguenti località:
- Bigla
- Vetren
- Virče
- Vratislavci
- Gabrovo
- Grad
- Dramče
- Zvegor
- Iliovo
- Kiselica
- Kosovo Dabje
- Nov Istevnik
- Očipala
- Poleto
- Razlovci
- Selnik
- Stamer
- Star Istevnik
- Trabotovište
- Turija
- Čiflik
- Delčevo (sede municipale)